# 十豪侠
十豪侠（英語：Great Ten，或記作）是一個DC漫画旗下、隶属于中国政府的虛構超级英雄团队，首次於《52》#6（2006年6月）中登場，由作家葛蘭·莫瑞森、藝術家J·G·瓊斯和喬·貝內特创建。该团队中有几个人物是以中国神话为基础。不同于传统的超级英雄，他们的名字是从中文直译。

## 歷史
作家葛蘭·莫瑞森在一次演講中解釋了他創建團隊的背景，其中還包含了超級少年隊的大綱：
|  | 我對十豪俠的出場感到高興，後者是保羅·萊維茲渴望見到更多國際超級英雄的願望。在第一次《52》故事會之後，我回家了，挖出了我用來幫助為《新X战警》中的「觀音」一角創建背景故事的中國歷史和文化參考資料，並擬定了一份龐大的文件，其中包括十豪侠的詳細出身故事和背景，以及中國政府「超能公家人員」計劃的一些細節。 |

十豪俠於《52》#6（2006年6月）中初登場。2007年5月，根據DC漫畫的銷售總監鮑伯·韋恩（Bob Wayne）的說法，十豪俠將會推出自己的連載作品。2009年8月11日，在DC宇宙博客網站The Source上正式確認，新連載將是每月發行的10期迷你系列，從2009年11月上旬開始，由作家東尼·貝達德和藝術家史考特·麥克丹尼爾創作，而封面則由史丹利·劉（Stanley Lau）繪製。

## 主要成員
十豪侠是「超能公家人員」團隊（中國共產黨的民族風氣拒絕「英雄」一詞），以中國长城綜合体為主要根據地。在這龐大的建築群容納了該團隊的指揮和技術支援人員，以及創造更多中國超人類的設施。官僚機構必須批准十豪侠在戰鬥中採取的所有行動。

### 達医者完
達医者完（Accomplished Perfect Physician，或Dá Yī Zhĕ Wán；又譯作妙手神医）的本名為姚飛（Yao Fei），原是安徽省的一位農民。姚飛曾夢想成為一名醫生，但缺少醫學院的錢而改為從軍。當他的部隊被派去鎮壓西藏的江孜镇起義時，姚飛殺死了一位名叫丹增（Tenzin Cering）的和尚。被自己的所作所為嚇壞後，他離開了自己的單位，但卻遭他的指揮官開槍射擊。姚飛被一個當地的醫學家救了下來，對方告訴姚飛，他的兒子丹增原本該是第17位擔任「達医者完」的人。由於丹增現已去世，讓姚飛被丹增之父選為接任者。對方將姚飛扔進開啟一道神奇的傳送門中，而使姚飛而使獲得了過去16位神医的記憶和力量。成為新任的達医者完後，深受感動的他決定動用新發現的力量保護西藏。幾年來，他一直試圖幫助西藏人民，這使他與當時的團隊領導者钢铁圣将經常發生衝突。最終，中國厭倦了與他的戰鬥，取而代之的是為他提供了一個新的超級團隊十豪侠的位置。曾被冠上國家叛徒的姚飛自願加入，希望他的服從能夠讓政府停止壓迫西藏人民。此後，姚飛一直為中國政府效命，但他仍對被派去平息西藏起義感到惱火，並已提出了多次正式投訴。
達医者完能透過簡單的人聲來施展各種類似魔法的效果，如身體或精神上的癱瘓、力場、能量重定向、癒合、物質破壞和地震。達医者完與領導者钢铁圣将不合，後者認為姚飛只是個頑固的逃兵。

### 钢铁圣将
钢铁圣将（August General in Iron，或Gāng Tiě Shèng Jiāng）的本名為方志福（Fang Zhifu），是「異種團隊」（Xeno-Team，一支接受訓練與外星人接觸的中國精英部隊）的前成員。十五年前，他的團隊被派往青海省調查一艘墜毀的杜兰族（Durlan）飛船。該外星種族用一種融化病原體的武器消滅了他的部隊。方志福利用注射減緩退化的反劑而勉強活了下來。中國科學家對他進行了特殊的治療，挽救了他的生命，但同時也賦予了他超人類的力量，使他的皮膚變成了金屬甲的模樣。然後，他被招募到中國新的超人類部門。钢铁圣将是十豪侠的領導者，且必須遵守中央委员会下達的所有指令。他在香港認識了鬼狐殺手，並從對方的手中倖存後，兩人成了戀人。方志福擁有一支能切開任何金屬的長柄武器，且時常引用《孫子兵法》來作戰。此外，作為一名鐵血士兵，他鄙視著頑固且逃兵的達医者完。钢铁圣将還曾在將軍會中的黑國王主教（Black King's Bishop）
2011年9月，新52重啟了DC的故事線。在新故事線中，钢铁圣将應邀參加了新成立的国际正义联盟，該組織的聯合國理事會召集該組織，指出钢铁圣将之所以被選中是因為他代表「世界上人口最多的國家」。其中，钢铁圣将對中國工程技術優勢的言論很快地讓紅色火箭（代表俄羅斯／蘇聯）感到不滿。

### 天体射手
天体射手（Celestial Archer，或Tiān Tĭ Shè Shŏu）是個取材自中國神話的人物，本名為徐濤（Xu Tao）。十幾歲時的徐濤在泰山山腳下賣紀念品維生，但在他父親的生意被腐敗的警察給查封後，他加入了一個幫派來養家。但他不是一個好賊，在一場搶劫中使他的幫派成員入獄。當他們被釋放時，對方打算殺了徐濤。。他們將他追到泰山下面的一座古廟裡；徐濤躲在樹下時跌入了一個地洞中，並在那找到了后羿的天弓。那把天弓在四千年前被廢棄後處於將死狀態，因而懇求徐濤收留它。拿起天弓的徐濤化身成為了天体射手，並未此獲得了與后羿相近的射箭技能。在趕走那群幫派成員後，他本能地向月球發射了一支箭，創造了一條神奇的橋樑，將他帶到了中國眾神的住所。眾神委託他擔任他們在地球上的代理人，以激勵中國人並使他們想起古老的神靈，這些神靈的崇拜被共產黨政府所打壓。天体射手能夠準確地發射出充滿神秘能量的箭，或者能將白天變成黑夜。
徐濤是個玩世不恭的人，且無視於钢铁圣将的權威。他認為自己在十豪侠中的角色是不如其神聖使命來得重要，但這讓他曾愚昧地投奔至一群假扮成中國神靈的超人類團體，而為此惹上麻煩。

### 鬼狐杀手
鬼狐杀手（Ghost Fox Killer，或Guǐ Hú Shā Shǒu）是來自神秘「狐妖一族」的香港使節。她專殺害惡人，並掌控了那些惡人的靈魂能量。實際上，她的家鄉城市由邪惡的靈魂所驅動，當她觸碰到他人時就會使對方立即死亡；如果鬼狐杀手不去殺死惡人的話，藉此作為運轉能量的家鄉將會崩潰。她的身邊經常伴隨著一隻名為小瑞狮（rui shi）的活玉石狮子。在早期遇見钢铁圣将時，她驚訝地發現自己可以撫摸他的身體而不會殺死他；之後，兩人成了戀人。加入十豪侠後，鬼狐杀手對钢铁圣将忠誠仍有著不確定感。

### 黑暗中的不朽者
黑暗中的不朽者（Immortal Man-in-Darkness，或Hēi Àn Zhōng De Bù Xiǔ Zhě）是中國神秘的飛行員名號。十五年前，一艘杜兰族飛船墜毀於青海省後，中國人對其飛船進行了逆向工程，並使用該技術製造了世界上最先進的戰鬥機——龍翼（Dragonwing）。飛行員會坐在一個充滿羊水的駕駛艙中，將自己與戰機結合起來。這種情形逐漸破壞了人類的分子結構；每次飛行都會使飛行員失去一年的壽命。龍翼已經被中國空軍的一系列飛行員所駕駛，他們全都犧牲了自己的身份並以「黑暗中的不朽者」的名義服務。現任飛行員是陳諾（Chen Nuo），定居於上海的他畢業於飛行學校和特種部隊，成績一流的他在鞍山腾鳌机场工作，後獲選成為黑暗中的不朽者。
龍翼是一架強大的變形戰機，與戰機結合的飛行員會擁有許多神奇的力量，如飛行、變形、防彈、內建電腦、太空和海洋飛行，以及讓身體擴散成煙霧狀的能力。

### 冠軍母亲
冠軍母亲（Mother of Champions，或Guàn Jūn Mǔ Qīn；又譯作英雄之母）的本名為吳美星（Wu Mei-Xing），是名理論物理學學家。在利用粒子加速器進行研究時被上帝粒子觸發她的超人類基因來使生理系統產生突變。起初，她不能生育，但最終還是發現了她超強的繁殖力。她不再需要吃飯、必須提醒自己呼吸，且能使自己免於游離輻射引起的辐射中毒。約每三天一次，她就能生出25個基因相同的超級士兵；但這些孩子都很短命，只能活一個星期，即每二十四小時便會衰老十年。她有時使用像昆蟲腿般的金屬椅子來在懷孕期間保持活動狀態。之後，她使用「君娘官（Niang Guan Jun）」來假裝成自己的真名。
她的一個名為四號（Number Four）的超強孩子出現在《兄弟眼項目：無限危機特刊》#1中。在《夜翼》#144中，冠軍母亲被塔莉亞·奧·古的特務手下從长城綜合体中綁架；在同一期雜誌中，她發現有成千上萬的孩子，每一批超人類的孩子都是由她親自挑選的求婚者而懷上。她的孩子似乎表現出相當標準的超人能力，除了她擁有十豪侠同伴的孩子外。在十豪侠中，她的孩子有致命七兄弟、達医者完、至少一名黑暗中的不朽者，以及赤色卫兵。

### 致命七兄弟
致命七兄弟（Seven Deadly Brothers，或Zhì Mìng Qī Xiōng Dì）的本名為楊慶英（Yang Kei-Ying），出生於福建省的貧民窟，距今已有三百多年的歷史。他是1723年服役於雍正皇帝的士兵，並參與了少林寺的毀滅工作。寺廟的一位功夫大師白眉投奔於皇帝，幫助摧毀了第二座寺廟。楊慶英對白眉的武功印象深刻而想拜他為師，但對方卻嘲笑他沒有才能。楊慶英拋棄了軍隊，前往雲包七文士學院（Seven Scribes of the Cloudy Satchel），這是嵩山附近由七名道教法師經營的崇高武術學校。楊慶英乞求成為一名學生，並以各種藉口和謊言企圖打發法師們，但法師們卻看穿了他並對他施加了詛咒，以懲罰他的惡劣行為。他們使楊慶英對全部七種功夫流派和對暴力的渴望有了全面的瞭解，後將他送回去將白眉和摧毀了少林寺的士兵全數屠殺。幾個世紀後，楊慶英加入了十豪侠並捏造了他的血統，聲稱他的力量來自他從鬥毆中救出的古老神秘主義者。
進入戰鬥時，楊慶英會分解出七個與自己面貌相同的分身，每個分身都是功夫學校的七名法師之一。

### 少林铜人
少林铜人（Shaolin Robot）是個來自古代的機器戰士。當中國第一位皇帝委託他的墳墓建造，一位名叫寮玉奇（Lao Yuqi）的才華橫溢的工程師建造了一百個發條自動機，作為守墓人。虛榮而嫉妒的皇帝命令將寮玉奇與去世的自己埋葬在一起，以免他的天才再也不能為自己服務。在渴死之前，寮玉奇對其中一個自動機進行了重新編程，並賦予了其自由意志的外表。數千年後，當考古學家發現該墓時，自動機橫衝直撞，企圖推翻共產黨政府並恢復帝國統治。這些自動機被超能公家人員擊敗。只有寮玉奇重新編程的自動機在墓穴上保持不活動狀態。中國政府對其進行了重新激活，並使用杜兰族技術對其進行了升級。
少林铜人會用簡單的易经卦（I Ching hexagrams，一種古老的二進制代碼）說話，但是能用書面拼音表達更複雜的思想。如在《52》#50中，少林铜人突然朝黑亞當進攻時說了卦38的「睽」，代表對立或矛盾。在下一幕中，積極攻擊黑亞當時又說了卦6的「訟」，其表示爭用或爭論。最終，當黑亞當摧毀了少林铜人時，他說了卦23的「剝」，代表變質或「分裂」。之後與神盾交戰時，少林铜人說了卦18的「蠱」（糾正）、卦39的「蹇」（阻礙）、卦25的「無妄」（瘟疫），以及最後的卦1的「乾」（力）。

### 赤色卫兵
赤色卫兵（Socialist Red Guardsman）的本名為邱寮（Gu Lao），是中國最古老的英雄之一。他用太陽能進行文化大革命；其身體具有很高的放射性，因此他被迫穿上杜兰族技術反向工程的特殊裝甲。此後，隨著中國放棄毛澤東的願景並擁護市場經濟學，他變得痛苦和幻滅。由於可能發生核災難的威脅，他像隱士一樣獨自住在戈壁沙漠中。對他的輻射免疫的冠軍母亲是赤色卫兵十五年來第一個接觸他的人。

### 雷念
雷念（Thundermind，或Léi Niàn）的本名為鄒康（Zou Kang），是北京市第八中学的歷史老師，在參觀北京自然博物馆期間，他偶然從古代佛教文物中朗讀梵文「觸發詞」。之後，每當他朗誦自己的觸發詞時，他就會轉變成「雷念」並解放自身全部的潛在力量，成為具有訪問佛教悉地中所列力量的似超人類之菩薩。他挽救了一位名叫吳小姐（Miss Wu）的老師後，恰好愛上了他的另一个自我「雷念」。他還具有類似於心靈感應的超級感知能力，並且幻想自己是團隊的良心。他是十豪侠中最有愛心的人，特別是在他的故鄉北京。

## 其他成員

### 張子
據雷念向艾倫·史考特的透露，張子和他的科學小隊（Science Squad）是十豪侠的成員，他提供了用於組織運營的資金及其使用的技術。

### 四號
四號（Number Four）是冠軍母亲超強孩子。四號被派往沙特阿拉伯以獲取落下的OMAC衛星，並展現了超人類的力量、反射神經和無敵狀態。四號是對14世紀中國十兄弟神話的參考。

### 沈力波
沈力波（Shen Li Po）是將軍會的黑國王主教（Black King's Bishop）。沈力波在因事假回长城綜合体時，其位置被钢铁圣将取代。

### 雪人
雪人（The Yeti）的本名為胡偉（Hu Wei），是一位科學家，他解鎖了將人類轉化為怪物的異常觸發基因。這一發現使他得以轉變成一個強大、一身白、雪人般的怪物，並受到無法控制的憤怒困擾。當胡偉維持在雪人型態時，必須在脖子上戴上一個特殊的電子護身符，以免發瘋。他在在《52》#50中被黑亞當殺死。

## 其他媒体
- 姚飞出现在电视剧《绿箭侠》，由文峰飾演。在该剧中的名字叫姚飛·古龍（Yao Fei Gulong），他不是達医者完，而是一位未經特殊醫學訓練的中國軍隊逃兵。他是莎朵（英语：Shado (comics)）的父亲、绿箭侠的导师。因为该电视剧的姚飞极其精通弓箭，他是一个武术家，够熟练打击冬青。他在“黑暗处镇的边缘”一集中被愛德華·費耶斯（英语：Eddie Fyers）杀死。